# ایژوسک

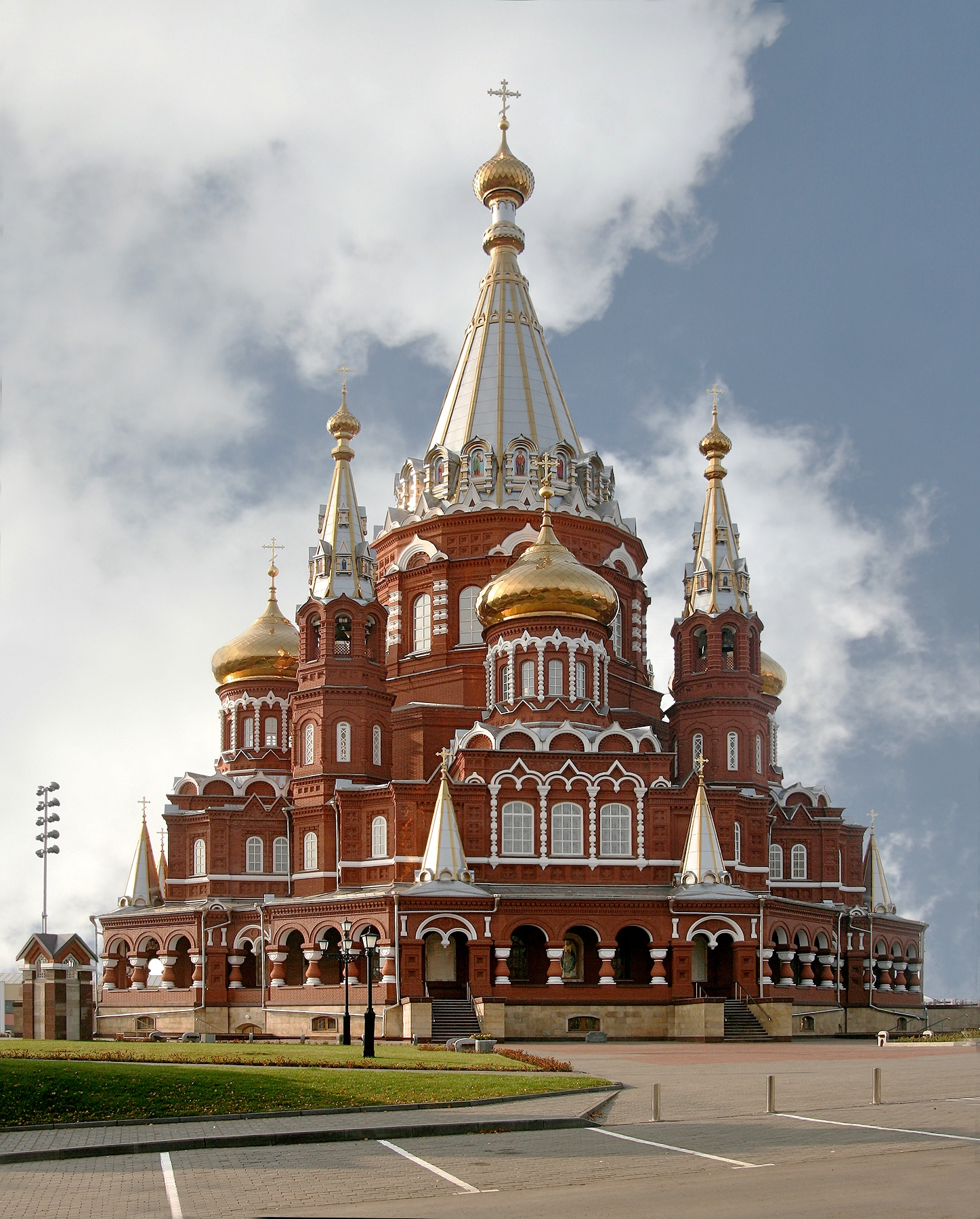
کلیسای جامع سنت مایکل در ایژوسک که با کلیسای جامع قدیمی الکساندر نوسکی به عنوان کلیسای اصلی ارتدکس اودمورتیا در روسیه رقابت می‌کند.
معماری احیاگری روسی آن متعلق به ایوان چاروشین، معمار کمتر شناخته شده قرن نوزدهمی اهل ویاتکا است. این کلیسا با آجر قرمز با سقفی شبیه چادر مانند پوشیده شده است که تا ارتفاع ۶۷ متری بالا می‌رود. چندین نمازخانه عظیم با گنبدهای پیازی طلاکاری شده و همچنین با ناقوس‌های باریک شمع مانند احاطه شده است. ایوان‌ها دارای سقف‌های شیب‌دار به شیوه کلیساهای مسکوی قرن هفدهم هستند.
کارخانه اسلحه ایژفسک تا حدی مدیون حضور دوک میخائیل پاولوویچ بود که قدیس حامی او میکائیل فرشته بود. کارمندان کارخانه یک درصد از دستمزد خود را به صندوقی اختصاص دادند که برای تأمین مالی ساخت کلیسای بزرگ این قدیس نظامی تأسیس شده بود.
کلیسای جامع بین سالهای ۱۸۹۷ و ۱۹۱۵ ساخته شد، اما در سال ۱۹۳۷ توسط شوروی تخریب شد. در سال‌های ۲۰۰۴–۲۰۰۷ با طرح‌های اصلی چاروشین بازسازی شد.

شهر ایژِوسک (به روسی: Иже́вск، به زبان اودمورتی: Иж) مرکز جمهوری اودمورتیا در روسیه است.

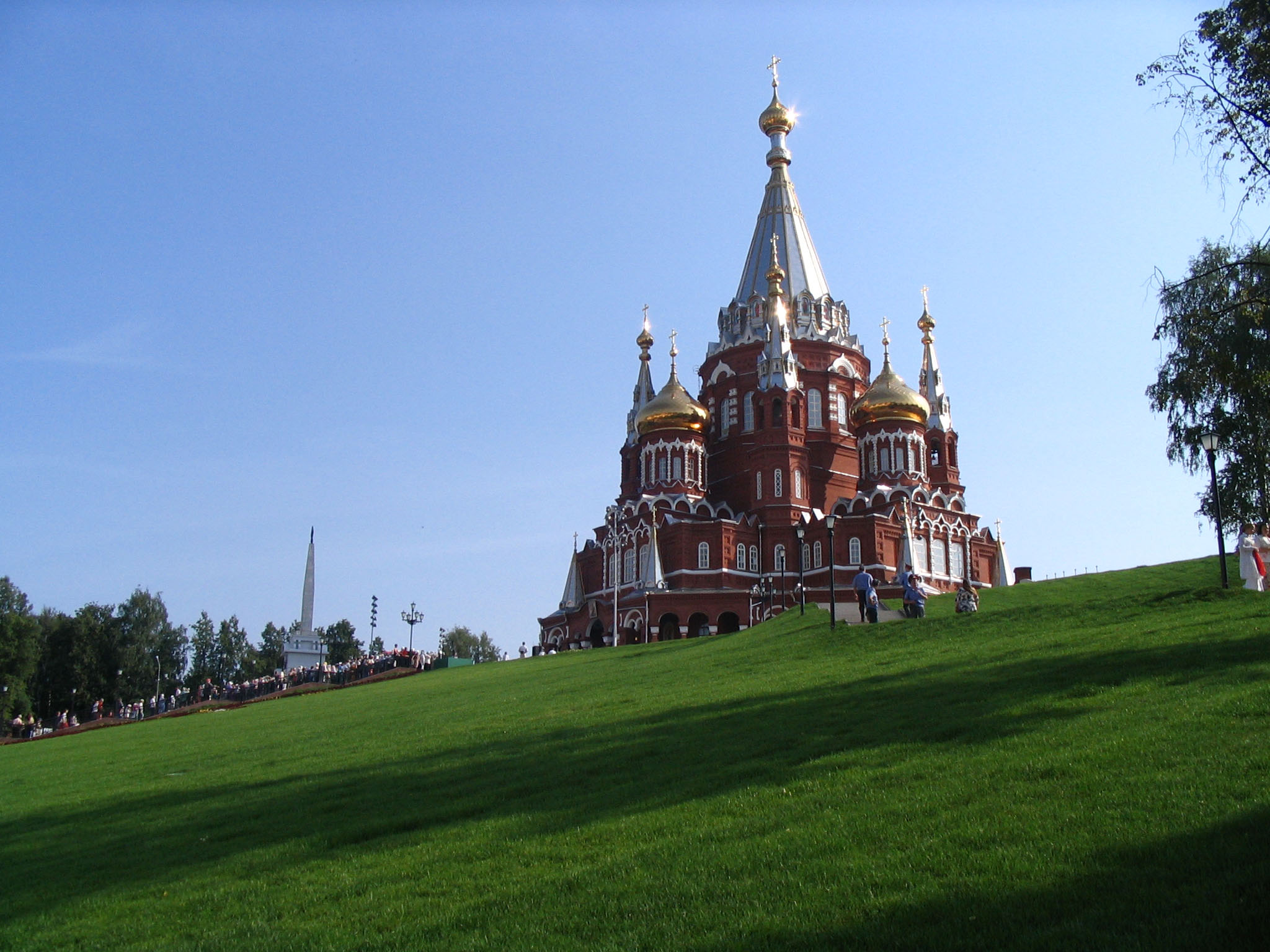

این شهر بر کرانهٔ رود ایژ در کوهستان اورال باختری واقع شده. این شهر فرودگاهی به نام فرودگاه ایژوسک دارد.
ایژوسک در دوران شوروی جزو شهرهای بسته بود، یعنی دسترسی خارجیان به آن محدود شده‌بود زیرا کارخانه‌های اسلحه‌سازی زیادی در این شهر مستقر شده‌بودند. بین سال‌های ۱۹۸۴ تا ۱۹۸۷ این شهر به افتخار دمیتری اوستینوف، وزیر دفاع شوروی، اوستینوف نامیده شد و بعدها نام خود را بازیافت. این شهر مرکز مهمی برای صنعت، تجارت، تحصیل در منطقه ولگا است. این شهر به صنایع نظامی، مهندسی و متالورژیکی معروف است و کارخانه اسلحه سازی ایژماش که تولید کنندهٔ اسلحه‌های معروفی همچون کلاشنیکف، سیمونوف، دراگونوف، پی‌کا و موسین–ناگانت در این شهر واقع است. میخائیل کالاشنیکف، سازنده تفنگ تهاجمی معروف کلاشنیکُف مدت‌ها در این شهر زندگی می‌کرد و نهایتاً ۲۳ دسامبر ۲۰۱۳، در سن ۹۴ سالگی در این شهر در گذشت.منابع